# فيرنر غيرهارد
فيرنر غيرهارد (بالإنجليزية: Werner Gerhardt) هو منافس ألعاب قوى جنوب أفريقي، ولد في 3 فبراير 1907، وتوفي في 1966.

## وصلات خارجية
- فيرنر غيرهارد على موقع اتحاد ألعاب الكومنولث (مؤرشف) (الإنجليزية)